# ムバーラク・アリー・ハーン
ムバーラク・アリー・ハーン（Mubarak Ali Khan, 1759年 - 1793年9月6日）は、東インドのベンガル太守（在位：1770年 - 1793年）。

## 生涯
1759年、ベンガル太守ミール・ジャアファルの五男として生まれた。
1770年3月10日、兄の太守アシュラーフ・アリー・ハーンが天然痘で死亡したことにより、ムバーラク・アリー・ハーンが太守位を継承した。翌1771年6月16日にムガル帝国の皇帝シャー・アーラム2世にも追認された。とはいえ、ムバーラク・アリー・ハーンは幼かったため、継母のムンニー・ベーグムと副太守のムハンマド・レザー・ハーンのもとで統治した。
1772年5月14日、ベンガル知事ウォーレン・ヘースティングスは皇帝から授けられたディーワーニーを受諾し、自ら徴税業務を行うことにし、同時に行政・司法も直接統治に移行されることとなった。ここにベンガル太守の領有権は事実上失われ、ベンガルの植民地化は決定した。またこのとき、代替わりの度に減額されていた太守への内廷費は160万ルピーへと固定された。
1793年9月6日、ムバーラク・アリー・ハーンは死亡し、息子のバーバル・アリー・ハーンが太守位を継承した。